# دارکوب نواری
دارکوب نواری (نام علمی: Chrysophlegma miniaceum) یا دارکوب سرخ نواری گونه‌ای از پرندگان خانواده دارکوبان (Picidae) است که در برونئی، اندونزی، مالزی، میانمار، سنگاپور و تایلند یافت می‌شود. زیستگاه طبیعی آن جنگل‌های جلگه‌ای نمناک نیمه‌گرمسیری یا گرمسیری و جنگل‌های حرا نیمه‌گرمسیری یا گرمسیری است.